# La Berceuse
Pour les articles homonymes, voir La Berceuse (homonymie).
Pour plus de détails, voir Fiche technique et Distribution.
La Berceuse est un film muet français réalisé par Louis Feuillade sorti en 1909.

## Distribution
- Alice Tissot
- Maurice Vinot
- Renée Carl